# Lange Straße 2 (Hannover, Calenberger Neustadt)

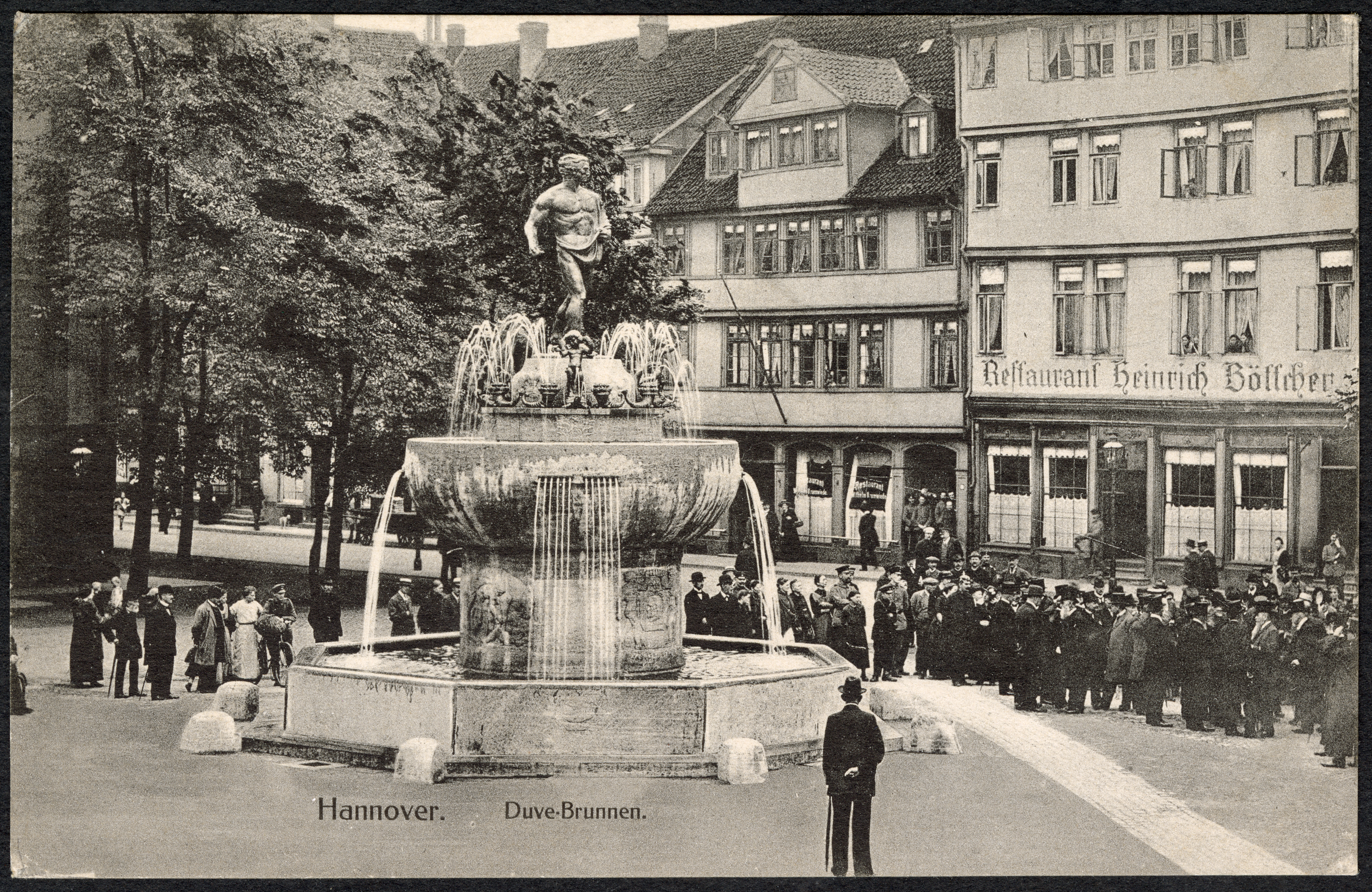
Das aus der Zeit des Spätrokoko stammende Fachwerkhaus Lange Straße 2 (rechts) mit der Aufschrift Restaurant Heinrich Böttcher stand vor allem aufgrund seines Treppenhaus-Geländers unter Denkmalschutz.

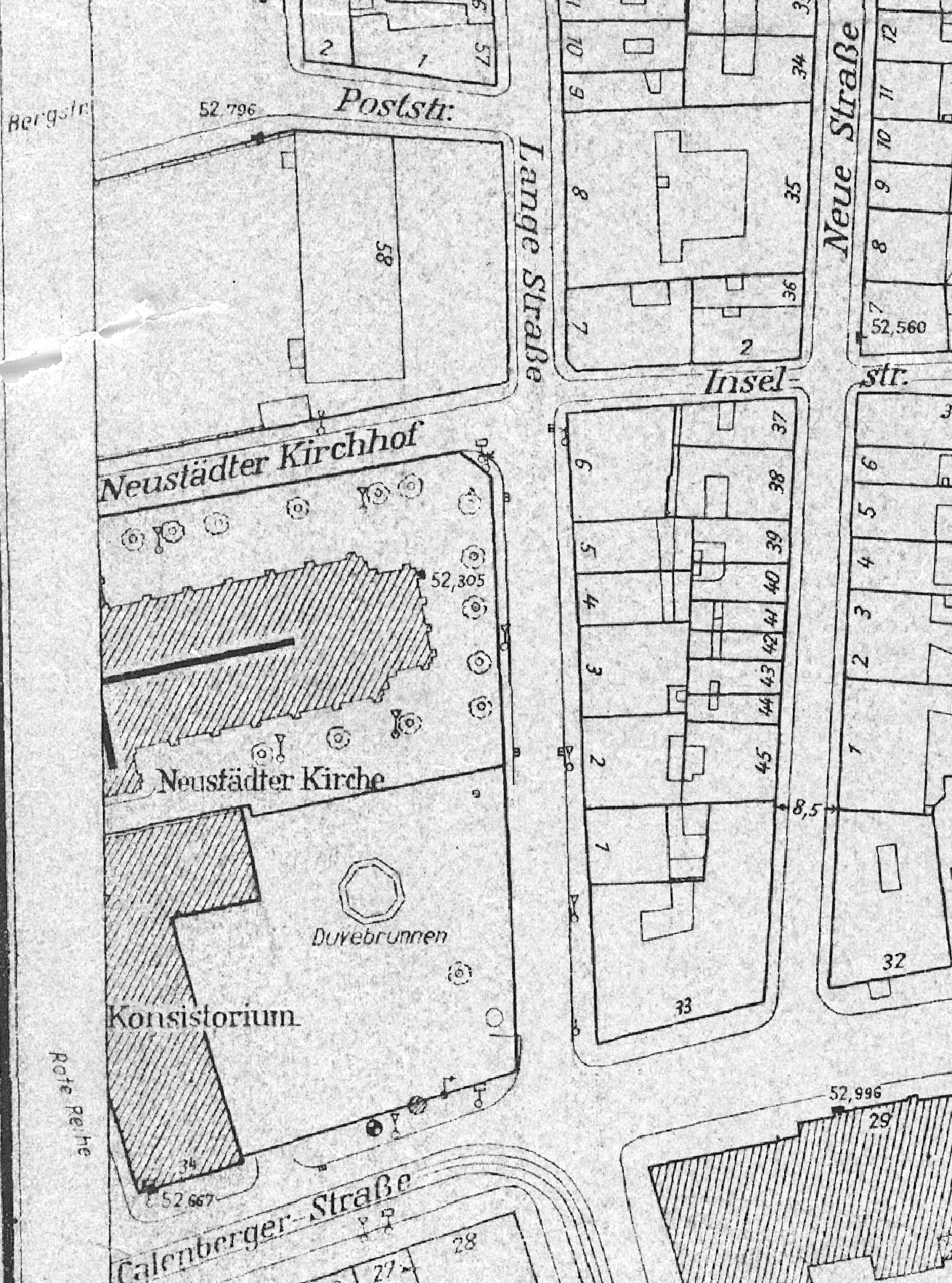
Plan der Hauptstadt Hannover in der Version vom Juni 1938: Die Umrisszeichnung des Hauses Lange Straße 2 (schräg rechts unterhalb der Bildmitte) und der umgebenden Gebäude lassen die zumeist äußerst beengten Hinterhöfe mit ihren nur sehr kleinen Licht- und Luftschächten erkennen.

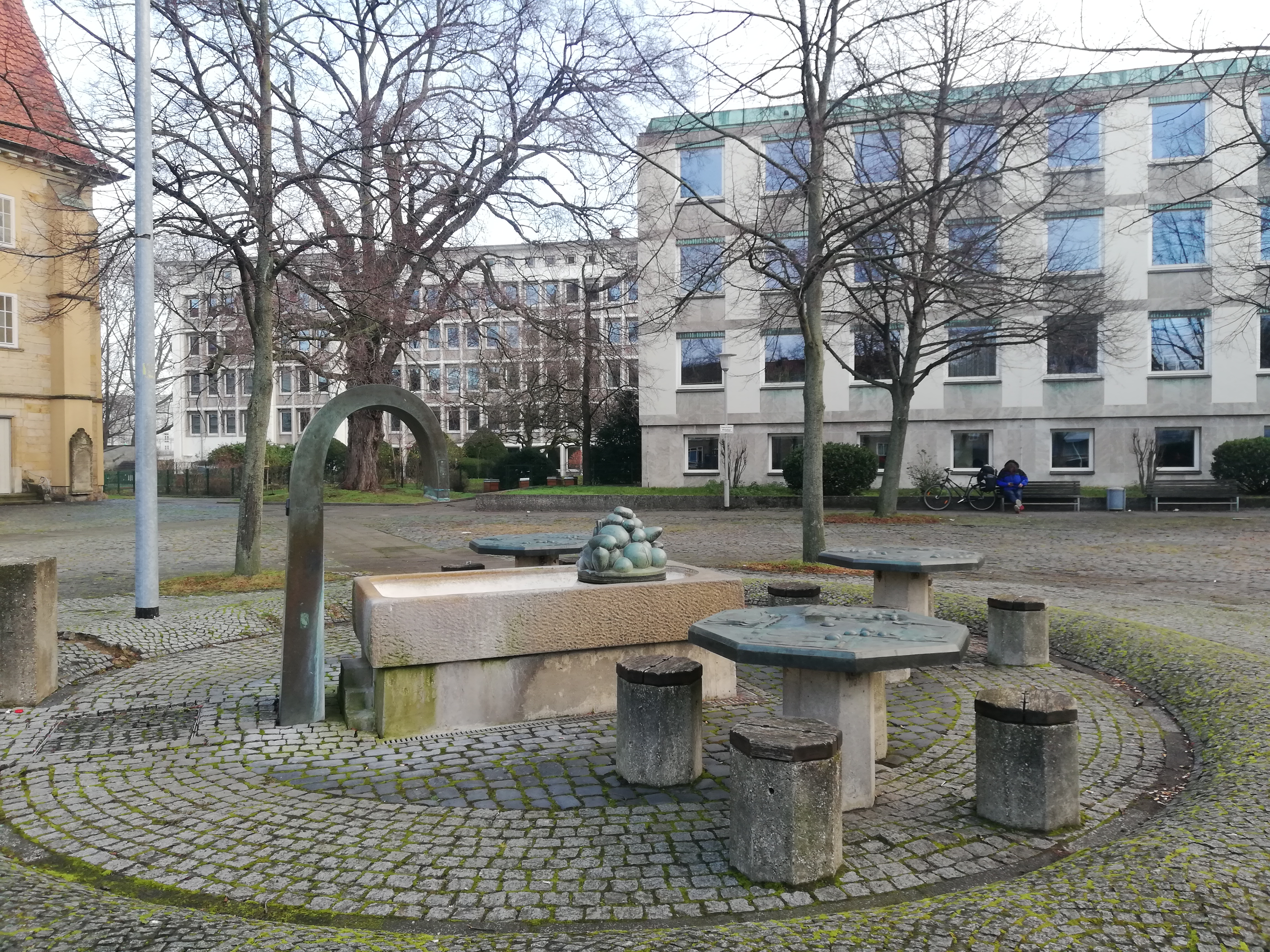
Ähnlicher Blickwinkel Anfang 2021 über den späteren Neustädter-Markt-Brunnen in Richtung des Niedersächsischen Ministeriums für Ernährung, Landwirtschaft und Verbraucherschutz

Das Haus Lange Straße 2 im Stadtteil Calenberger Neustadt von Hannover war ein denkmalgeschütztes Fachwerkhaus und wurde spätestens in der zweiten Hälfte des 18. Jahrhunderts errichtet. Das viergeschossige Gebäude mit seinen neun Gefachen hatte im Inneren eine aus Holz gezimmerte Treppe, deren Geländer „mit flach erhabene[m] Zierwerk des Spätrokoko“ geschmückt war.
Anfang Oktober 1902 erwarb der Gastwirt Heinrich Böttcher die Immobilie, in deren Erdgeschoss er ein auf seinen Namen lautendes Restaurant betrieb, während er selbst in der Bel Etage seinen Wohnsitz nahm. Dort hatte 1916 – während des Ersten Weltkrieges – zudem ein Tischler eine Wohnung, während in den beiden oberen Etagen zwei Arbeiter, ein Schneider und ein Postschaffner weitere Haushaltsvorstände bildeten.
Ebenfalls 1916 wurde auf dem dem Haus gegenüberliegenden Neustädter Markt der Duve-Brunnen eingeweiht. Aus dieser Zeit stammt eine Ansichtskarte eines anonymen Fotografen, die den Brunnen vor einer Menschenmenge und dem dahinterliegenden Gebäude an der Langen Straße zeigt, das über dem Erdgeschoss den Schriftzug Restaurant Heinrich Böttcher trägt.
Nach den Luftangriffen auf Hannover während des Zweiten Weltkrieges wurde der gesamte Straßenzug aufgegeben und  in der Nachkriegszeit 1951 Teil des Leibnizufers.

## Historische Ansichten
- Das Stadtbauamt der Landeshauptstadt Hannover fertigte im Jahr 1923 ein Foto des Treppengeländers im Inneren des Hauses Lange Straße 2, von dem sich zumindest ein Abdruck in Arnold Nöldekes Reihe Die Kunstdenkmäler der Provinz Hannover erhalten  hat.[1]